# Projekt: cosplay
Projekt: cosplay (jap. その着せ替え人形は恋をする Sono bisuku dōru wa koi o suru) – manga autorstwa Shinichi Fukudy, publikowana w magazynie „Young Gangan” wydawnictwa Square Enix od stycznia 2018 do marca 2025. W Polsce manga jest wydawana przez Studio JG z premierą podczas Wiosennego Festiwalu Mangowego w 2021 roku.
Na podstawie mangi studio CloverWorks wyprodukowało serial anime, który był emitowany od stycznia do marca 2022. Premiera drugiego sezonu odbyła się w lipcu 2025.

## Fabuła
Wakana Gojo jest licealistą praktykującym tworzenie hina-ningyō. Chce zachować to hobby w tajemnicy przed swoją klasą. Pewnego dnia popularna dziewczyna o imieniu Marin Kitagawa odkrywa jego zainteresowanie, kiedy widzi jak szyje ubrania dla lalek w szkole. Jak się okazuje Marin również chce szyć ubrania, gdyż pasjonuje się cosplayem, jednak sama nie jest w stanie tworzyć potrzebnych strojów. Prosi Gojo o połączenie sił, na co on się zgadza. Chłopak przygotowuje kolejne kostiumy dla rosnącej w popularności Marin. Tym samym, nie tylko poznają kolejnych ludzi w branży, ale również zbliżają się do samych siebie.

## Bohaterowie
- Wakana Gojo (jap. 五条 新菜 Gojō Wakana)

Seiyū: Shōya Ishige, Tomoyo Takayanagi (dziecko) 
Uczeń pierwszej klasy liceum. Będąc sierotą, był wychowywany przez dziadka, rzemieślnika lalek Hina, który zainspirował go do zostania kashira-shi (jap. 頭師), rzemieślnikiem wytwarzającym głowy lalek Hina. Wakana ma dużą posturę i ponad 180 cm wzrostu, ale ma niską samoocenę i jest zamknięty w sobie z powodu gorzkich wspomnień o krytyce ze strony przyjaciółki z dzieciństwa, która uważała, że chłopiec nie powinien bawić się lalkami dla dziewczynek. Ukrywał swoje lalkowe hobby i nie miał prawdziwych przyjaciół, dopóki nie poznał Marin. Podkochuje się w niej i w miarę wspólnej pracy coraz bardziej się do niej zbliża.

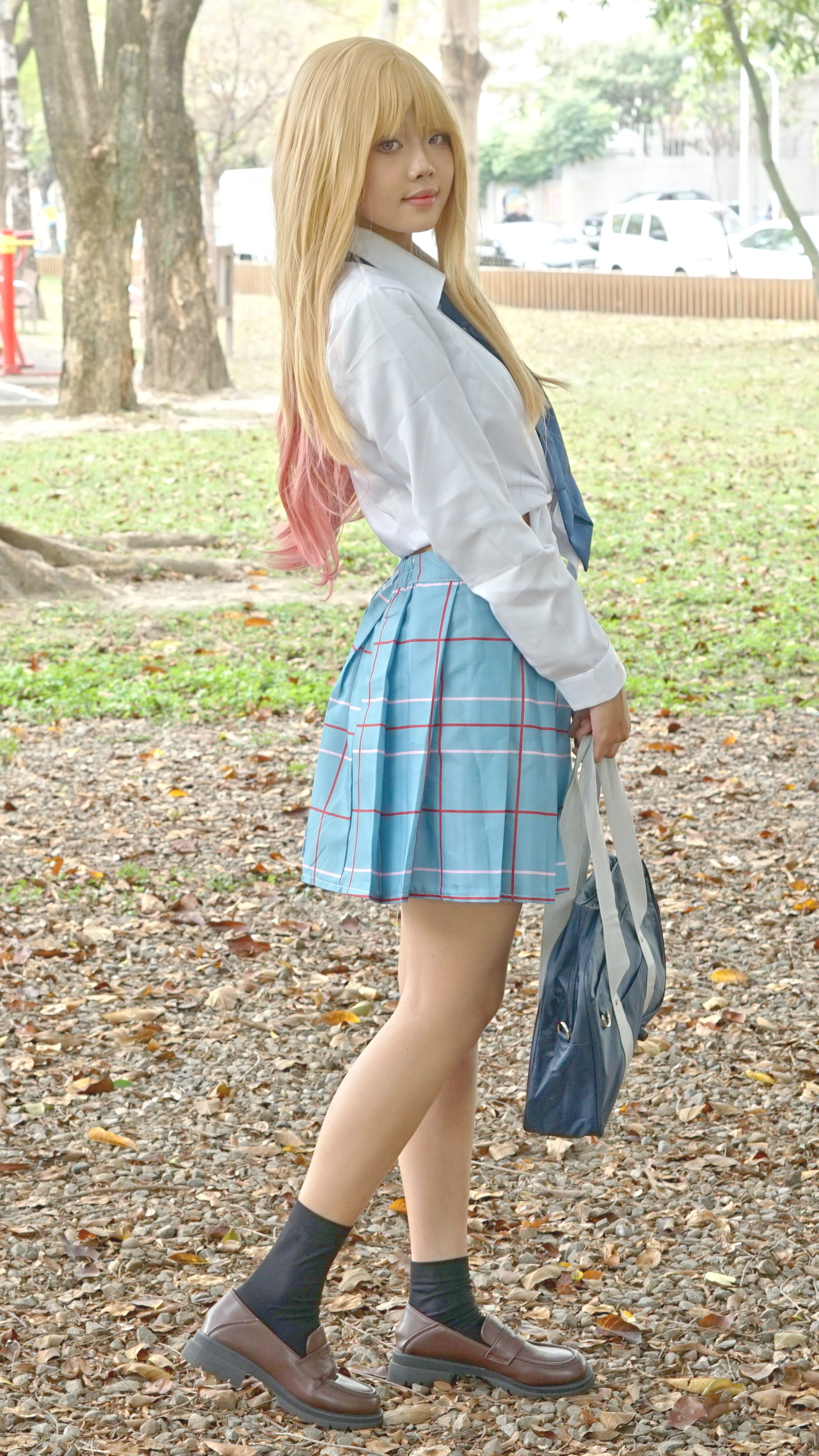
Cosplayerka przebrana za Marin Kitagawę

- Marin Kitagawa (jap. 喜多川 海夢 Kitagawa Marin)Cosplayerka przebrana za Marin Kitagawę

Seiyū: Hina Suguta 
Piękna dziewczyna o wyglądzie gyaru, która ma ekstrawertyczną osobowość i jest w tej samej klasie co Wakana. Jest dość energiczna i proaktywna, ale nieporadna, jeśli chodzi o szczegóły i nie jest szczególnie zręczna w robótkach ręcznych. Jest wielką otaku o szerokim wachlarzu zainteresowań, od anime z gatunku mahō-shōjo, przez gry otome, po gry wideo dla dorosłych. Po udanym debiutanckim cosplayu Marin coraz bardziej zbliża się do Wakany i w końcu zakochuje się w nim. Jej matka zmarła, gdy była mała, a ojciec jest zajęty pracą.
- Sajuna Inui (jap. 乾 紗寿叶 Inui Sajuna)

Seiyū: Atsumi Tanezaki 
Cosplayerka, która przedstawia się pod pseudonimem „Juju” (jap. ジュジュ). Jest uczennicą drugiej klasy prywatnego liceum dla dziewcząt. Mimo że jest o rok starsza od Wakany i Marin, przez jej młodzieńczy wygląd można pomylić ją z gimnazjalistką lub uczennicą szkoły podstawowej. Z drugiej strony, podobnie jak Marin, jest osobą otwartą i aktywną, która zrobi wszystko, by osiągnąć swoje cele. Sajuna bardzo ceni swoją młodszą siostrę Shinju i robi wszystko, co w jej mocy, by ją uszczęśliwić.
- Shinju Inui (jap. 乾 心寿 Inui Shinju)

Seiyū: Hina Yomiya 
Młodsza siostra Sajuny. Shinju jest uczennicą gimnazjum, ale w porównaniu z drobną sylwetką siostry jest tak duża, że prawie zmieściłaby się w mundurek Wakany. Ma 178 cm wzrostu i zmysłowe krągłości, z powodu których czasem mylona jest z osobą dorosłą. Jednak mimo imponującej postury jest niezwykle nieśmiała. Jest blisko związana z siostrą i darzy ją wielkim szacunkiem. Kiedy Sajuna zajmuje się cosplayem, ona wciela się w rolę fotografa, używając aparatu pożyczonego od ojca. Umiejętnie posługuje się też komputerem, obrabiając i przesyłając zrobione przez siebie zdjęcia. Choć Shinju skrycie chciałaby sama zająć się cosplayem, obawia się, że nie sprosta wysokim wymaganiom siostry.

## Manga
Manga była publikowana od 19 stycznia 2018 do 21 marca 2025 w magazynie „Young Gangan” wydawanym przez Square Enix.
29 stycznia 2021 wydanie serii w Polsce ogłosiło wydawnictwo Studio JG. Przedpremiera mangi miała miejsce w kwietniu tego samego roku podczas Wiosennego Festiwalu Mangowego, natomiast oficjalna premiera odbyła się 6 maja.
| Nr | Język japoński       | Język japoński         | Język polski      | Język polski           |
| Nr | Data wydania         | ISBN                   | Data wydania      | ISBN                   |
| -- | -------------------- | ---------------------- | ----------------- | ---------------------- |
| 1  | 24 listopada 2018    | ISBN 978-4-7575-5920-2 | 6 maja 2021       | ISBN 978-83-8001-719-1 |
| 2  | 24 listopada 2018    | ISBN 978-4-7575-5921-9 | 16 lipca 2021     | ISBN 978-83-8001-763-4 |
| 3  | 25 maja 2019         | ISBN 978-4-7575-6138-0 | 19 listopada 2021 | ISBN 978-83-8001-828-0 |
| 4  | 25 października 2019 | ISBN 978-4-7575-6355-1 | 21 lutego 2022    | ISBN 978-83-8001-878-5 |
| 5  | 25 maja 2020         | ISBN 978-4-7575-6657-6 | 31 maja 2022      | ISBN 978-83-8001-923-2 |
| 6  | 25 listopada 2020    | ISBN 978-4-7575-6959-1 | 10 sierpnia 2022  | ISBN 978-83-8001-994-2 |
| 7  | 24 kwietnia 2021     | ISBN 978-4-7575-7212-6 | 29 września 2022  | ISBN 978-83-8257-009-0 |
| 8  | 25 października 2021 | ISBN 978-4-7575-7344-4 | 30 listopada 2022 | ISBN 978-83-8257-035-9 |
| 9  | 25 marca 2022        | ISBN 978-4-7575-7837-1 | 28 lutego 2023    | ISBN 978-83-8257-114-1 |
| 10 | 24 września 2022     | ISBN 978-4-7575-8101-2 | 19 maja 2023      | ISBN 978-83-8257-180-6 |
| 11 | 25 marca 2023        | ISBN 978-4-7575-8425-9 | 15 marca 2024     | ISBN 978-83-8257-385-5 |
| 12 | 25 września 2023     | ISBN 978-4-7575-8748-9 | 30 stycznia 2025  | ISBN 978-83-8257-627-6 |
| 13 | 24 maja 2024         | ISBN 978-4-7575-9132-5 | —                 |                        |
| 14 | 25 listopada 2024    | ISBN 978-4-7575-9492-0 | —                 |                        |
| 15 | 25 lipca 2025        | ISBN 978-4-7575-9972-7 | —                 |                        |

## Anime
15 kwietnia 2021 w magazynie „Young Gangan” zapowiedziana została telewizyjna adaptacja w formie anime. 14 października ujawniono, że studiem odpowiedzialnym za serial będzie CloverWorks. Reżyserem będzie Keisuke Shinohara, Yoriko Tomita zajmie się scenariuszem, Kazumasa Ishida będzie projektantem postaci, a Takeshi Nakatsuka skomponuje muzykę. 25 października opublikowano zwiastun zapowiadający premierę w styczniu 2022 oraz pierwszych członków obsady. Hina Suguta wcieli się w Marin, a Shoya Ishige zagra Gojo. 14 listopada zapowiedziano, że Atsumi Tanezaki odegra rolę Sajuny Inui, a Hina Yomiya podłoży głos pod Shinju Inui. 4 grudnia udostępniono kolejny zwiastun zapowiadający premierę 8 stycznia 2022. Przy okazji ujawniono motyw początkowy, czyli „Sansan Days” (jap. 燦々デイズ Sansan deizu) autorstwa Spira Spica, oraz motyw końcowy – „Koi no yukue” (jap. 恋ノ行方) w wykonaniu Akari Akase. Emisja rozpoczęła się 8 stycznia i zakończyła 26 marca 2022, licząc 12 odcinków.
17 września 2022 ogłoszono, że trwają prace nad kontynuacją. Później ujawniono, że będzie to drugi sezon, a do jego realizacji ponownie zaangażowano zespół produkcyjny odpowiedzialny za pierwszy sezon. Jego premiera odbyła się 6 lipca 2025. Motywem otwierającym jest „Ao to kirameki” (jap. アオとキラメキ) autorstwa Spira Spica, natomiast końcowym „Kawaii kaiwai” – w wykonaniu PiKi.

### Lista odcinków
| №  | Tytuł | Reżyseria            | Scenariusz    | Premiera         |
| -- | --- | -------------------- | ------------- | ---------------- |
| 1  | Someone Who Lives in the Exact Opposite World as Me Jibun to wa magyaku no sekai de ikite iru hito (自分とは真逆の世界で生きている人)       | Keisuke Shinohara    | Yoriko Tomita | 9 stycznia 2022  |
| 2  | Wanna Hurry Up, and Do It? Sassoku, shiyokka? (さっそく、しよっか？)                                                                        | Yoshihiro Hiramine   | Yoriko Tomita | 16 stycznia 2022 |
| 3  | Then Why Don’t We? Ja, tsukiatchau? (じゃ、付き合っちゃう？)                                                                                | Hideyuki Satake      | Yoriko Tomita | 23 stycznia 2022 |
| 4  | Are These Your Girlfriend’s? Kore, kanojo no toka? (これ、彼女のとか？)                                                                     | Yūichirō Komuro      | Yoriko Tomita | 30 stycznia 2022 |
| 5  | It’s Probably Because This Is the Best Boob Bag Here Kono naka de ichiban ii chichibukuro da kara jan? (この中で一番いい乳袋だからじゃん？) | Takashi Sakuma       | Yoriko Tomita | 6 lutego 2022    |
| 6  | For Real?! Ma!? (マ！？) | Shin’ichirō ushijima | Yoriko Tomita | 13 lutego 2022   |
| 7  | A Home Date with the Guy I Wuv Is the Best Shukipi to ouchi dēto yaba (しゅきぴとおうちデートやばっ)                                        | Ken Sanuma           | Yoriko Tomita | 20 lutego 2022   |
| 8  | Backlighting Is the Best Gyakkō, osusume desu (逆光、オススメです)                                                                          | Yūsuke Kawakami      | Yoriko Tomita | 27 lutego 2022   |
| 9  | A Lot Happened After I Saw That Photo Shashin o mitara iroiro atta kara desu (写真を見たら色々あったからです)                               | Yūta Yamazaki        | Yoriko Tomita | 6 marca 2022     |
| 10 | We’ve All Got Struggles Dare ni demo iroiro arun desu (誰にでも色々あるんです)                                                              | Kento Nakagomi       | Yoriko Tomita | 13 marca 2022    |
| 11 | I Am Currently at a Love Hotel Ore wa ima, rabu hoteru ni imasu (俺は今、ラブホテルにいます)                                                | Yūsuke Yamamoto      | Yoriko Tomita | 20 marca 2022    |
| 12 | My Dress-Up Darling Sono bisuku dōru wa koi o suru (その着せ替え人形は恋をする)                                                             | Yoshihiro Hiramine   | Yoriko Tomita | 27 marca 2022    |